# Otophryninae
Otophryninae – podrodzina płazów bezogonowych z rodziny wąskopyskowatych (Microhylidae). 

## Zasięg występowania
Podrodzina obejmuje gatunki występujące w Kolumbii, Ekwadorze i północno-zachodnim Peru na wschód przez region Gujany i północna Brazylia.

## Podział systematyczny
Do podrodziny należą następujące rodzaje:
- Otophryne Boulenger, 1900
- Synapturanus Carvalho, 1954